# 他塔喇氏
他塔喇氏（穆麟德轉寫：Tatara hala），又作他塔拉氏、他他拉氏，为满洲著姓，《库雅喇氏源流考》将其列为满族八大姓之一。明末清初之际，主要聚居于扎库木、安褚拉库，其余散处讷殷江、瓦尔喀、宁古塔、长白山、马察、扎克丹等地，于清太祖努尔哈赤崛起先后归附。大清時期，以世居扎库木的岱图库哈理家族最为显赫，其孙英俄尔岱因战功封二等公。清末著名的珍妃亦出自他塔喇氏。民国以后，各支系主要以唐、谭、舒、松、邦等为汉姓。

## 清代主要世家

### 岱图库哈理家族
正白旗岱图库哈理世居扎库木，早年率子孙族人及当地共五十户归附清太祖努尔哈赤，编佐领使其次子多罗额驸诺裔谟多之子英俄尔岱统领。英俄尔岱亦为多罗额驸，从征萨尔浒之战，在攻开原时斩降明朝蒙古勇将阿尔布，又从征沈阳、铁岭、辽阳，于入塞时留守遵化有功，累功授一等轻车都尉。设六部后任户部尚书兼本旗都统，因连年考绩优异，逐渐晋至三等子。此后，连克锦州、松山等处，入关时率本旗兵击败农民军有功，优封三等公，又因考绩晋为二等公。其子伊图袭爵时因事降为三等子，遇恩诏加为二等子，官至内大臣，伊图之弟硕塔、从子额尔金、硕塔之孙英敏、英俊等先后袭爵，英敏承袭时改回三等子世职。此外，岱图库哈理元孙塞格任佐领，从征噶尔丹有功，授云骑尉世职。岱图库哈理之长子拖博为多罗额驸，其曾孙尚裔图任启心郎，因考绩授骑都尉兼一云骑尉世职；苏纳海官至户部尚书，康熙初年被权臣鳌拜矫诏所杀。
镶黄旗包衣达瑚巴颜、正白旗达音布、阿尔泰为亲兄弟，为岱图库哈理亲侄。达音布早年率族人同乡归附努尔哈赤，编佐领使其统领，授骑都尉，曾追击前来劫掠的蒙古兵斩获甚多，又多次为主力军队担任前哨，授三等轻车都尉，攻昂阿时阵亡，其子阿哈尼堪、阿济格尼堪相继承袭。阿济格尼堪参与朝鲜、宁远、入塞、锦州、杏山、松山、山海关诸役有功，逐渐晋至一等男。入关后跟随清军下河南、江南、福建等地，后于湖广生擒南明总督何腾蛟，优授为三等伯世职。其子伊礼布袭爵后两遇恩诏加至一等伯，官至都统，于岩山岭阵亡，伊礼布之子阿锡坦、孙英德、阿尔逊、曾孙六十一等先后承袭。此外，达音布之子戴衮任侍卫，从征朝鲜有功，围锦州时阵亡，赠骑都尉世职。达音布之孙阿密达官至领侍卫内大臣。
正白旗朱鲁西尔哈、萨弼图、镶白旗鼐格、镶红旗郎格、正蓝旗巴达巴颜、镶蓝旗和索理皆为岱图库哈理同族。朱鲁西尔哈早年率两百人归附，编佐领使其长子之子谭拜统领。谭拜授骑都尉，从征大凌河、察哈尔、北京、山东、四川等地屡立战功，授三等男，遇恩诏加二等男，官至兵部尚书、都统。其子玛尔赛承袭后两遇恩诏加为一等男兼一云骑尉，从征贵州击败郑成功部，优授为一等子，官至户部尚书兼都统，因事降为二等男，其从侄佛保、曾孙多奇禅、元孙得保等先后袭爵。此外，朱鲁西尔哈之孙喜佛任，从征锦州阵亡，赠骑都尉世职。其亲侄蒯齐、侄孙常明、侄曾孙察尔达、侄元孙白哥、禅泰等先后承袭，常明承袭时从征云南有功加一云骑尉世职。
萨弼图早年率所部归附，编佐领使其统领，授骑都尉，从征黑龙江、锦州、松山、杏山、山海关、陕西屡立战功，又三遇恩诏加至二等男，官至副都统。其子国礼承袭后从征云南阵亡，国礼之子阿哈纳、冯忠、孙巴什袭、曾孙和隆鄂等先后承袭，巴什袭爵时改回一等轻车都尉世职。萨弼图之长子噶布拉入关时屡立战功，授为二等轻车都尉，其子博柱承袭后从征噶尔丹阵亡，其子查克散承袭时因事降为骑都尉世职。
鼐格早期率一百二十余人归附，编佐领以其孙瓜喇统领，鼐格曾孙吴巴海从征瓦尔喀、锦州、杏山、松山、河南、江南等地屡立战功，授骑都尉兼一云骑尉，三遇恩诏加至一等轻车都尉，历任步军统领、副都统兼佐领卒其孙希佛、曾孙希尔根、元孙赖泰等先后承袭。鼐格之孙瓜施之元孙隆三任员外郎，两遇恩诏授为骑都尉，从征蒙古、江西、广东，于新会县与李定国作战有功，优授为三等轻车都尉世职，官至御史兼佐领，其孙伊尔赛袭职时改为骑都尉世职。鼐格元孙布唐武授骑都尉，四世孙莽色任骁骑校，从征山东、陕西有功，授骑都尉世职。
郎格早年率族人来归，编佐领使其子阿尔布尼统领，其元孙都敏任委署章京，从征延安、云阳、贵州等地屡立战功，授二等轻车都尉，官至西安副都统。其子苏敏承袭后从征广西、云南等处有功，晋为一等轻车都尉，官至护军参领。其子苏占承袭时改为三等轻车都尉。郎格四世孙塞尔图官至刑部尚书兼佐领。
巴达巴颜之孙玛拉奇任护军校，从征福建于厦门与郑成功部作战时阵亡，赠云骑尉世职。巴达巴颜曾孙劳翰攻抚顺时首先登城，后于朝鲜义州阵亡，赠骑都尉世职；董安任前锋侍卫，从征福建在厦门与郑成功部作战时阵亡，赠云骑尉世职。巴达巴颜元孙倭和任佐领，两遇恩诏授骑都尉，从征广东在新会县地方击败伪将李定国兵有功又加一云骑尉，后因事降回骑都尉世职。巴达巴颜四世孙赫德礼任佐领，从征浙江、福建等地有功，于台州府阵亡赠云骑尉世职；巴尔岱任七品官，从征察哈尔布尔尼有功，授云骑尉世职。
和索理早年率兄弟族人归附，设佐领使其统领，其子倭和讷任半个佐领，从征湖广等处有功，于武冈州阵亡，赠云骑尉世职。和索理之亲兄武都善保芬曾孙玛尔浑任护军校，从征云南有劳绩，历任护军参领，身后追叙其功，授其子永泰骑都尉世职。

### 罗屯家族
正红旗罗屯世居安褚拉库，与岱图库哈理同族，早年率领八百户归附努尔哈赤，因而位居五大臣之列，所部编为两个佐领，分别令其次子艾唐阿、其亲叔祖卢库布之曾孙安充阿统领。罗屯之第五子哈宁阿任护军参领，围锦州、征黑龙江、山海关有功，授骑都尉，其子汉楚哈承袭后从征滕吉思阵亡赠三等轻车都尉世职。罗屯之孙法坦授骑都尉，山海关之役有功加考绩称职授为三等轻车都尉，三遇恩诏加至一等轻车都尉兼一云骑尉，官至前锋统领，由其孙额德、色尔弼二人分袭。
罗屯亲叔鄂伦硕克索曾孙索尔和诺任骁骑校，三藩之乱期间从征江西与韩大任部作战有功，授云骑尉世职。罗屯亲叔贝僧额曾孙伊兰泰任护军校，从征四川有功，后于秦州阵亡优赠骑都尉加一云骑尉，其子锡尔们承袭后于云南、武磨山等地立功，加为二等轻车都尉世职。

### 其他
史籍中还记载了其他世居扎库木但未注明与岱图库哈理同族的世家。正黄旗岳博元孙萨充阿任护军参领，从征准噶尔阵亡，赠云骑尉世职。正白旗赛珠瑚曾孙胡兴阿任前锋校，于盖峙山阵亡，赠云骑尉世职。乌丹之孙孔济纳任护军校部委章京，从征陕西于秦州阵亡，赠云骑尉世职。颜特之孙石柱任护军校，从征准噶尔阵亡赠云骑尉世职，养子华海袭职。此外，珍妃家族亦世居扎库木，其先初隶满洲镶红旗第十三佐领，珍妃始祖额尔古达、太高祖五达色、曾祖父萨郎阿乾隆翻译举人咸安宫教习，祖父裕泰官至总督，姐为瑾妃，从兄志锐为清末伊犁将军。
正红旗穆当阿世居安褚拉库，未注明与罗屯同族。其子达鲁喀从征河南、江南立功，后于江阴县阵亡，赠云骑尉世职。穆当阿之孙额黑任护军校部委章京，从征云南、江西等地有功，授云骑尉世职；倭什布由护军校从征准噶尔阵亡，赠云骑尉世职。
正黄旗纳林世居讷殷江，与岱图库哈理等同族，天聪时期与兄叶臣巴图鲁率一百四十人归附，编佐领使其统领，授骑都尉，山海关之役击败农民军有功加一云骑尉，卒其子达敏袭职后三遇恩诏加至一等轻车都尉，因事降为骑都尉兼一云骑尉。其亲弟达尔瑚达承袭后，从征广东新会击破李定国部，授三等轻车都尉世职。
正红旗玛福他世居瓦尔喀，后迁居朝鲜，清军征朝鲜时，率一百三十三人归附，授骑都尉，编为佐领以其孙邦那密统领，后袭骑都尉，入关时参与击败农民军加一云骑尉，三遇恩诏加至一等轻车都尉，从征河南、江南、缅甸等地，擒获永历帝有功，加一云骑尉，官至步军总尉，其子常赖承袭时因事降为三等轻车都尉世职。
镶白旗宁古齐世居宁古塔，其子鼐格从征锦州、北京、山东，于临清州首先登城，赐巴图鲁号，授骑都尉兼一云骑尉，其子噶布拉承袭后遇恩诏加至三等轻车都尉，从征贵州、江宁击败郑成功部有功，晋为二等轻车都尉任参领，其子巴格承袭因事降为三等轻车都尉世职。
正白旗墨尔根世居马察、正红旗章武理世居长白山后裔皆因战功授云骑尉世职。镶白旗翁安世居扎克丹，四世孙满都理、五世孙玛齐皆为云骑尉。

## 近现代名人
末代皇帝溥仪在满洲国时期的妃子谭玉龄出身京旗的他塔喇氏。